# Мицик Юрій Андрійович
Юрій Андрійович Мицик (нар. 30 грудня 1949, м. Дніпропетровськ, нині Дніпро) — український історик, джерелознавець, археограф, дослідник історії України козацької доби, церковної історії, збирач усних свідчень про Голодомор в Україні 1932—1933 років, публіцист, україніст, священик. Доктор історичних наук (1989), професор кафедри історії Національного університету «Києво-Могилянська академія» (1990), завідувач відділом княжої та козацької доби Інституту української археографії та джерелознавства (далі — ІУАД) НАН України (1990—1992, 1996-2013); завідувач Дніпропетровським відділенням ІУАД (1992—1996), головний науковий співробітник ІУАД (з 2013), відмінник освіти України (2005),  заслужений діяч науки і техніки України (2007), почесний член товариства краєзнавців Волині (з 1995). почесний член Всеукраїнської спілки краєзнавців (1999).

## Біографія
Належав до старовинного козацького роду Канівського полку, з XVIII ст. — Миргородського полку. Діда звали Семен Кологривенко (1899—1920), бабцю — Мицик Марія Гнатівна. Оскільки вони не встигли взяти офіційни шлюб, то їх син Андрій, батько Юрія, залишився Мициком. Мати — Віра Граврилівна Гаржа. Народився 30 грудня 1949 року в місті Дніпропетровську (нині Дніпро).
У 1956 - 1966 роках Юрій Мицик вчився в середній російськомовній школі № 83 м. Дніпропетровська, де вчилися діти переважно з робітничих родин. Після закінчення історичного факультету Дніпропетровського державного університету (1971) і аспірантури цього ж вишу (1974) працював у даному навчальному закладі у 1974—2010 роках на кафедрах загальної історії та історії України (викладач, старший викладач, доцент, професор).
У 1980—81 роках працював завідувачем кафедри загальної історії Запорізького педагогічного інституту.
1975 року захистив кандидатську дисертацію на тему: «„Кройніка“ Феодосія Софоновича як історичне джерело та пам'ятка української історіографії XVII ст.», 1989 року — докторську дисертацію на тему: «Джерела з історії Визвольної війни українського народу 1648—1654 рр.» (науковий керівник обох дисертацій — професор М. П. Ковальський).
У 1992—1996 роках — завідувач Дніпропетровського відділення Інституту української археографії та джерелознавства імені М. С. Грушевського НАН України (ІУАтаД НАН України).
Ю. А. Мицик — священик Української православної церкви Київського патріархату (1994), протоієрей (1996), секретар Дніпропетровської єпархії УПЦ КП (1994—1996).
Від 1996 року працює у Національному університеті «Києво-Могилянська академія» — у 1996–2002 роках завідувач кафедри історії, з 2002 року — професор даної кафедри, а за сумісництвом (з 1996 р.) — завідувач відділу пам'яток княжої та козацької доби ІУАтаД НАН України. у 2010—2013 роках завідував цим відділом на повну ставку. З 2013 р.  є головним науковим співробітником цього інституту.
Закінчив Київську духовну семінарію (2000), Київську духовну академію (2007). Професор кафедри церковної історії Київської Православної Богословської Академії (з 1997; далі — КПБА), професор КПБА (2012). У 2013 році — захистив докторську дисертацію в КПБА, присвячену святому Петру Могилі, і йому було присвоєно науковий ступінь доктора церковно-історичних наук.
Юрій Мицик — член «Просвіти» (Товариства шанувальників української мови) з моменту її створення, один з ініціаторів створення даного Товариства у Дніпропетровську та Дніпропетровській області, був заступником голови Дніпропетровської обласної «Просвіти», головою Дніпропетровського обласного Фонду культури (1993—1996).
Автор понад 2000 друкованих праць, в тому числі понад 60 монографій, підручників та археографічних публікацій, брав участь у багатьох міжнародних наукових конференціях в Україні, Білорусі, Росії, Польщі, Німеччині, Данії, Італії, Канаді, проходив наукове стажування в Канаді (двічі), Німеччині, Польщі (4 рази).

## Нагороди
- Заслужений діяч науки і техніки України (18 січня 2007) — за заслуги у державному будівництві, вагомий внесок у розвиток і зміцнення демократичної, соціальної і правової України та з нагоди Дня Соборності України[2].
- Відзнака Президента України — Хрест Івана Мазепи (23 лютого 2010) — за вагомий особистий внесок у відродження історичної спадщини українського народу, багаторічну плідну професійну діяльність[3].
- Нагороджений знаком «Відмінник освіти України» (2005).
- Лауреат Всесоюзного конкурсу молодих учених (1981), лауреат премії імені Дмитра Яворницького (1990), лауреат українсько-канадського конкурсу наукових праць «Конотоп-1659» (2003).
- Нагороджений знаком МОН України «Відмінник освіти України» (21 вересня 2005).
- Заслужений діяч науки і техніки України(18 січня 2007) — за заслуги у державному будівництві, вагомий внесок у розвиток і зміцнення демократичної, соціальної і правової України та з нагоди Дня Соборності України.
- Нагороджений орденом святого Архистратига Михаїла (2008).
- Нагороджений медаллю до 100-річчя Національної академії наук України (2018).
- Нагороджений знаком «Відмінник освіти України»(2005).
- Лауреат Всесоюзного конкурсу молодих учених (1981), лауреат премії імені Дмитра Яворницького (1990), лауреат українсько-канадського конкурсу наукових праць «Конотоп-1659» (2003).

## Наукові інтереси
о. Юрій Мицик є спеціалістом з історії України, джерелознавства історії України, його наукові інтереси стосуються насамперед козацької доби та церковної історії, історичного краєзнавства.
В поле зору потрапили класичні козацькі літописи Самовидця, Грабянки, Величка, а також було виявлено ряд нових, ще незнаних. Серед них — «Літописець» Дворецьких, складений у родинному колі київського полковника 50 — 60-х років XVIII століття Василя Дворецького, літопис киянина Яна Бінвільського, літописи, написані визначними діячами Української Православної Церкви, київськими митрополитами кінця XVII — початку XVIII століття Варлаамом Ясинським та Йоасафом Кроковським, низка дрібних літописних пам'яток. Паралельно вивчалися пам'ятки зарубіжної історіографії, насамперед німецькі. Активно публікує універсали та листи гетьманів України, полковників, кошових отаманів, документацію митрополитів та єпископів Православної церкви України часів Гетьманщини, джерела з історії Сіверщини XVI—XVIII століть.
Значну увагу він приділяє також археографічним дослідженням, збору та публікації як писемних, так і усних джерел. Це, зокрема, зібрані й опубліковані ним свідчення про голодомор 1932—1933 років (видано 10 томів).
Під час наукових стажувань до Канади у 1999 і 2004 роках в архіві Консисторії Української Православної Церкви в Канаді Ю. А. Мицик ґрунтовно опрацював архів митрополита Іларіона (Огієнка). Наслідком цієї роботи стала насамперед фундаментальна публікація «Листування митрополита Іларіона (Огієнка)» (К., 2006), яку позитивно зустріла громадськість, про що свідчать рецензії в наукових виданнях та в газетах. Крім того, о. Юрій опублікував ще цикл статей про життя й діяльність митрополита Іларіона, видав листи українського письменника Андрія Чайковського до митрополита Іларіона тощо. Ведучий авторську передачу «Джерела національної пам'яті» на «Українському радіо» у 2005—2010 роках).

## Основні праці Юрія Мицика
- Украинские летописи XVII века. — Днепропетровск, 1978.
- Софонович Ф. Хроніка з літописців стародавніх. — К., 1992.
- Джерела з історії Національно-визвольної війни українського народу середини XVII ст. — Дніпропетровськ, 1996.
- Козацький край. — Дніпропетровськ, 1997.
- Умань козацька і гайдамацька. — К., 2002.
- Український голокост 1932—1933 рр.: Свідчення тих, хто вижив. — т. 1—6. — К., 2003—08.
- Гетьман Іван Виговський. — К., 2004.
- Історія України. — К., 2005.
- Листування митрополита Іларіона (Огієнка). — К., 2006.
- Гваньїні А. Хроніка європейської Сарматії. — К., 2007.
- Чигирин — гетьманська столиця. — К., 2008.
- За віру православну. — К., 2009.
- Іван Сірко. — К., 2010.
- Документальна спадщина Свято-Михайлівського монастиря у Києві XVI—XVIII ст. — К., 2011. — 558 с. (у співавторстві).
- Джерела з історії Національно-визвольної війни українського народу 1648—1658 рр. — К., 2012—2015. — тт. 1-4.
- Св. Петро Могила. — Харків: Фоліо, 2012. — 126 с.
- Тиміш і Юрій Хмельницькі. — Харків: Фоліо, 2012. — 119 с.
- Святий Петро Могила. — К., 2014. — 400 c. (у співавторстві).
- Документальна спадщина Свято-Преображенського Максаківського монастиря XVII—XVIII ст. — К., 2015. — 73 с. (у співавторстві з І. Тарасенко).
- Історія Запорозької Січі. — К., 2015. — 239 с. (у співавторстві).
- УПА: спогади, документи. — К., 2016. — 539 с. (у співавторстві).
- Корсунь козацький. — К., 2016. — 222 с. (у співавторстві з С. Степенькіним).
- Документи українського козацтва XVI—першої половини XVII ст. — К., 2016. — 607 с. (у співавторстві).
- Українські кінозірки Голлівуду. — К., 2017. — 67 с.
- Документальна спадщина Свято-Михайлівського Видубицького монастиря в Києві XVII—XVIII ст. — К., 2017. — 607 с. (у співавторстві).
- Як козаки Україну боронили. — К., 2018. — 368 с. (у співавторстві з С. Плохієм).
- Albaruthenica. Студії з історії Білорусі. — К., 2018. — Т. 2. — 455 с.
- Київські митрополити XVII—XVIII ст. — Харків, 2018. — 121 с. (у співавторстві з митрополитом Димитрієм (Рудюком)).
- Між конфронтацією та взаємодією. Українсько-кримські та українсько-ногайські стосунки у XVII—першій половині ХХ ст. — К.,2018. — 343 с. (у співавторстві).
- Історія Української Православної Церкви. — Х.: Фоліо, 2019. (у співавторстві).
- Старий Межибіж (збірник джерел). — К.-Хмельницький, 2019. — 444 с. (у співавторстві з І. Тарасенко, В. Дячком, О. Боляк).
- Сіверщина гетьманських часів. — тт. 1-3. — К., 2019—2020. (у співавторстві з І. Тарасенко).
- Від трипільців до кіборгів. — К., 2020. — 686 с. (у співавторстві з О. Бажаном).
- Документальна спадщина Свято-Преображенського Мгарського монастиря XVII—XVIII ст. — К., 2021. — 501 с. (у співавторстві з І. Тарасенко).
- З архіву останньої третини XVII ст. компанійського полковника Іллі Новицького. Збірник документів. — К., 2022. — 179 с. (у співавторстві з І. Тарасенко).
- Сіверщина гетьманських часів. — К., 2001—2022. — Т. 1—4. (у співавторстві з І. Тарасенко).